# Araneus santarita
Araneus santarita är en spindelart som först beskrevs av Archer 1951.  Araneus santarita ingår i släktet Araneus och familjen hjulspindlar. Inga underarter finns listade i Catalogue of Life.